# Kolno (Varmia-Masuria)
Kolno ( Groß Köllen fino al 1945) è un comune rurale polacco del distretto di Olsztyn, nel voivodato della Varmia-Masuria.
Ricopre una superficie di 178,34 km² e nel 2004 contava 3 529 abitanti.